# Admiralty Bay (Bequia)
Admiralty Bay är en skyddad vik och naturhamn på den västra delen av ön Bequia i  Saint Vincent och Grenadinerna. Det största samhället på ön, Port Elizabeth, ligger vid Admiralty Bay.

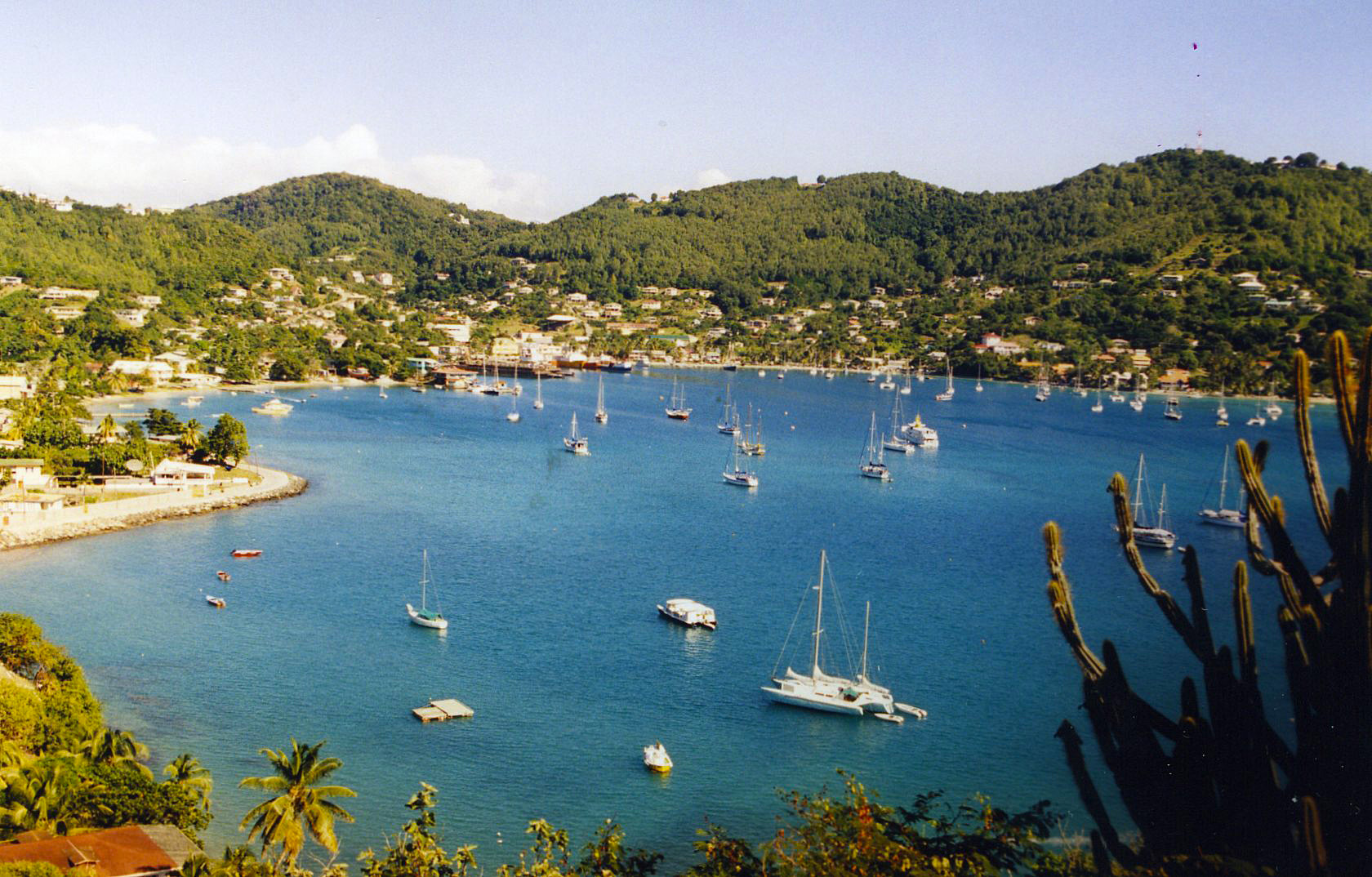
Admiralty Bay, Bequia

Nästan alla förnödenheter och produkter som importeras och exporteras från Bequia passerar Admiralty Bay.  
Hamnen trafikeras av två färjelinjer från Kingstown på Saint Vincent och är populär bland seglare och kryssningsfartyg. 
På stränderna av Admiralty Bay, liksom på  andra stränder på Bequia, byggdes tidigare allt från valfångstfartyg till skonerter. De  byggdes av virke från de inhemska träden White Cedar (Tabebuia heterophylla), som det fanns gott om. Ännu idag byggs träbåtar på ön.
Kapten Svartskägg tros ha utrustat sina piratskepp i Amiralty Bay, som då  kallades Privateers Bay (kaparbukten) i början på 1700-talet, eftersom det var den säkraste naturhamnen i östra Karibien under orkansäsongen.